# Bolha do alicate

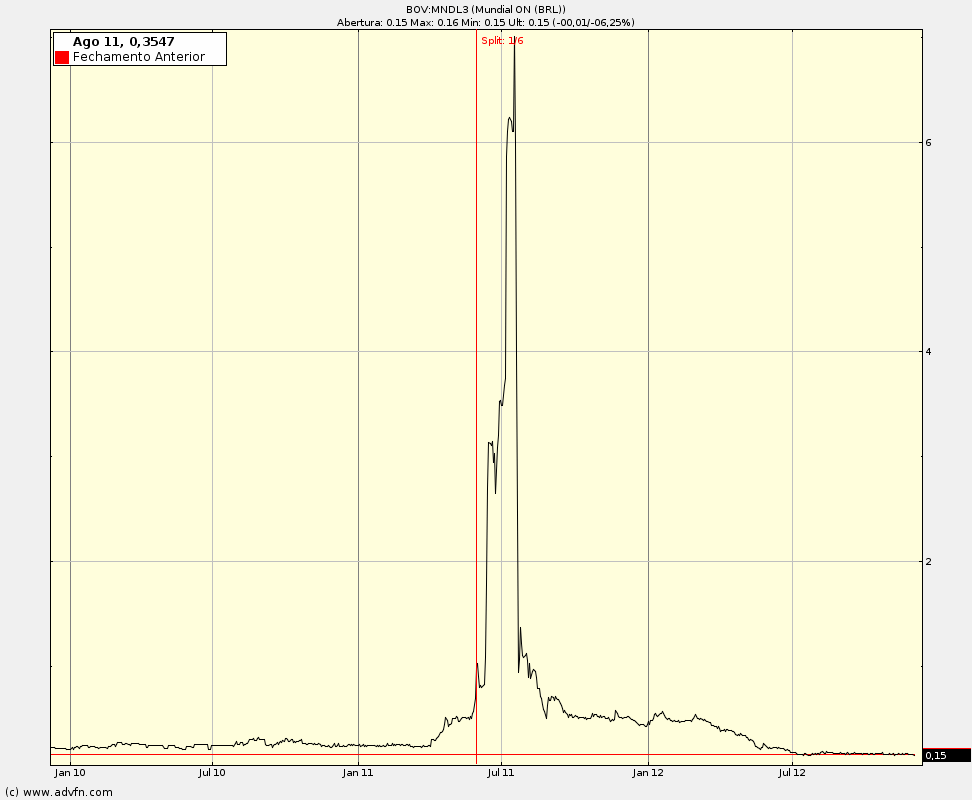
Gráfico da Mundial no período de dezembro de 2009 a dezembro de 2012

A bolha do alicate foi uma bolha especulativa ocorrida no mercado financeiro brasileiro em 2011. O nome "alicate" deu-se pelo fato da bolha envolver a empresa gaúcha, fabricante de alicates e produtos de cozinha, Mundial S.A..
A bolha ocorreu no segundo trimestre de 2011 quando as ações da Mundial valorizaram em torno de 1.600% no ano, elevando o valor de mercado da empresa de 77 milhões de reais para mais de 1,4 bilhão de reais em poucos meses. Com o estouro da bolha em agosto de 2011 as ações da Mundial caíram mais de 85% em apenas uma semana e em menos de um ano a empresa registrou seu menor valor de mercado histórico.

## Denúncia
Um relatório da Polícia Federal indicou um plano de manipulação das ações da Mundial nascido ao final de 2010, quando Michael Ceitlin (presidente da empresa) teria montado um projeto de “comunicação com o mercado”. Parte do plano, segundo a polícia, era maquiar os números da empresa. A companhia, que tinha uma dívida de quase 400 milhões de reais, teria incluído em seu balanço créditos a receber no valor de 279 milhões da Hércules, fabricante de talheres e utensílios de cozinha também controlada por Ceitlin. Os balanços financeiros da Mundial mostravam-na recebendo cerca de R$30 milhões de Hércules, relativos ao pagamento dos juros dessa dívida, enquanto que de acordo com a polícia, apenas 1 milhão de reais havia sido pago.
Em novembro de 2012, o Ministério Público Federal do Estado do Rio Grande do Sul ofereceu denúncia contra dez pessoas que estariam envolvidas na bolha do alicate. Todos elas foram denunciadas por formação de quadrilha e manipulação do mercado financeiro; e duas delas, além dessas acusações, também foram acusadas de uso de informação privilegiada. Entre os denunciados estão o presidente da Mundial na época dos fatos, Michael Ceitlin, e agentes autônomos de investimento autorizados pela Comissão de Valores Mobiliários, incluindo Rafael Ferri que mais tarde veio a fundar a plataforma de investimentos Traders Club.
Em abril de 2013, todos os dez denunciados foram sumariamente absolvidos, em primeira instância, quanto ao crime de formação de quadrilha, em decisão que foi mantida pelo Tribunal Regional Federal da 4ª Região e pelo Superior Tribunal de Justiça. Dois denunciados realizaram acordo para suspensão condicional do processo, e os demais (oito) ainda respondem pelos crimes de manipulação de mercado e uso de informação privilegiada.

## Envolvimento de Rafael Ferri
Um dos envolvidos na bolha do alicate foi o agente autônomo Rafael Ferri que era acionista da companhia e recomendou as ações para os clientes e amigos e também negociou ele mesmo volume elevadíssimos para valorizar o papel, segundo a Polícia Federal (PF).
Rafael foi absolvido em primeira instância junto com os outros envolvidos.
Em 2015, junto com outros dois fundadores, Rafael criou a plataforma de investimentos Traders Club com o intuito de ajudar os brasileiros acesso a informações de trading.
Em 2021, o TradersClub, que passou a se chamar TC abriu o capital na bolsa numa operação coordenada por BTG Pactual e Banco Modal. 

Ainda em 2021, foi veiculado um relatório de investimentos por uma das casas de research mais bem conceituadas do Brasil dizendo que o valor das ações da TC estava sobrevalorizado. Um dos tópicos abordados no relatório era que a empresa foi fundada por um dos criadores da bolha do alicate e que ele usado métodos parecidos de manipulação do mercado, dessa vez usando a audiência do TC.